# Pachygone ovata
Pachygone ovata är en tvåhjärtbladig växtart som först beskrevs av Poiret, och fick sitt nu gällande namn av J. D. Hook. och Thompson. Pachygone ovata ingår i släktet Pachygone och familjen Menispermaceae. Inga underarter finns listade i Catalogue of Life.

## Bildgalleri

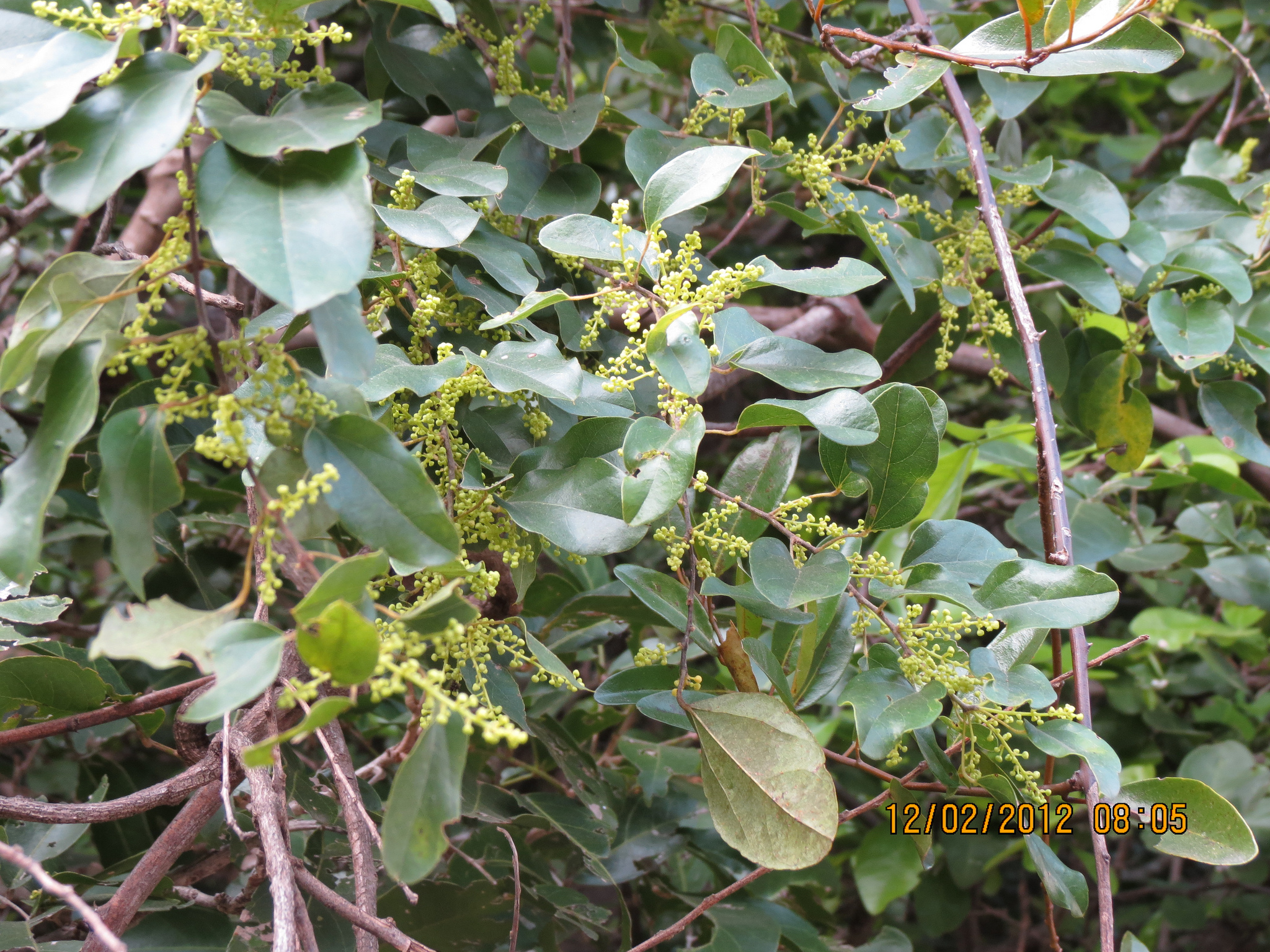
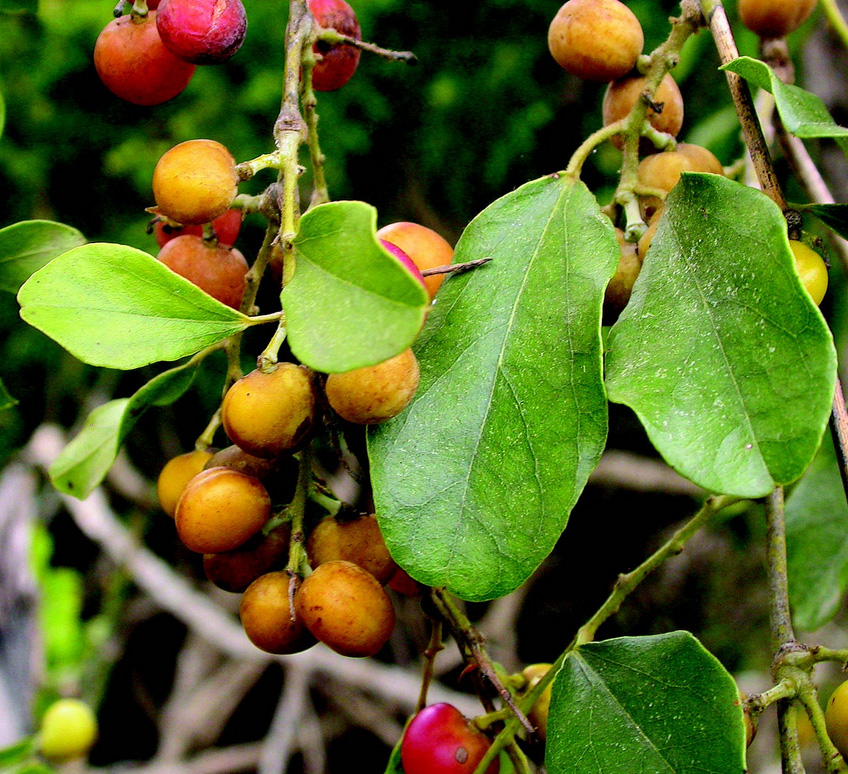